# 야나기다 히로
야나기다 히로(柳田 ヒロ, やなぎだ ひろ, 1949-)는 일본의 키보드 (악기) 연주자이다. 나루모 시게루 미즈타니 키미오 등과 함께 일본 록의 여명기를 만들었다. 본명은 야나기다 히로요시(柳田 博義)

## 개요
66년 몽키즈 팬클럽 일본지부에서 주최한 오디션에 코사카 츄(小坂忠)와 함께 '더 플로랄'이라는 밴드로 참가했다. 처음엔 리듬 기타를 담당했다. 도어스의 레이 만자렉을 좋아해서 오르간을 연주하기 시작했다. 더 플로랄 명의로 싱글도 내었고 69년에는 호소노 하루오미와 마츠모토 타카시 (작사가) 등이 가입했다. 밴드명을 에이프릴 풀로 바꾸고 앨범 「Apryl Fool」를 낸 뒤 밴드는 해산했다.
70년 츠노다 히로, 신키 첸등과 밴드 푸드 브레인을 결성. 영화 '신주쿠 매드'의 OST와 앨범 晩餐를 발표하고 해산. 솔로 1집 발표.
71년 市原宏祐를 중심으로 밴드 러브 라이브 라이프에 참여했다. 앨범 녹음 시점에 후세 아키라가 참여해서 LOVE LIVE LIFE + ONE 명의로 앨범 LOVE WILL MAKE A BETTER YOU를 발매. 솔로 2집을 낸다. 오카바야시 노부야스의 백밴드를 원래 해피엔드 (밴드)가 하고 있었는데 야나기다 히로 그룹이 이어받았다.
72년 선즈 오브 선 이름으로 「海賊キッドの冒険」을 낸다. 솔로 3집을 발표하고 요시다 타쿠로의 백밴드가 되었다. 이후 가로 빌리 반반, 스기다 지로 등의 백밴드도 맡아주었다. 73년 솔로 4집을 내고 포크 집단 신로쿠몬센을 결성했다.

## 음반
- 「Apryl Fool」（'69年9月27日）(as エイプリル・フール)
  - 涙は花びら／水平線のバラ（'68年8月）(as ザ・フローラル)
  - さまよう船／愛のメモリー（'68年9月）(as ザ・フローラル)
- 新宿マッド (as フード・ブレイン)
- 晩餐 [Social Gathering]  1970年 (as フード・ブレイン)
- Love Will Make A Better You 1971 (as Love Live Life)
- 殺人十章 （1971年）(as Love Live Life)
  - 岡林信康の『俺らいちぬけた』、『狂い咲き』 (as 柳田ヒログループ)
  - 吉田拓郎の『伽草子』、ガロの「GARO LIVE 」、ビリーバンバンの「ビリー・バンバン・リサイタル」 (as 柳田ヒログループ)
- 海賊キッドの冒険 1972年 (as サンズ・オブ・サン)
- 浮遊 （2003年）(as MA-YA)
- MILK TIME 1970年
- HIRO YANAGIDA(七才の老人天国) 1971年
- HIRO 1972年
- HIROCOSMOS 1973年